# ロボカーポリー
『ロボカーポリー』（朝: 로보카폴리、英: Robocar Poli）は、韓国のテレビアニメシリーズ。ロイビジュアル（Roi Visual）製作。同国ではEBSで2011年2月28日から放送され、日本では2013年4月から2014年3月までテレビ東京・テレビ大阪ほかで15分の番組として放送された。2014年4月から9月まで『のりスタE-ネ!』内で放送された。第4期以降は制作スタッフを一新し、ディズニージュニアで放送されている。

## 概要
ロボットに変形できる車達の生活を描いたテレビアニメ。テーマは「助け合い」と「交通安全」。
韓国のアニメ会社Roi visual社が5年の構想を経て2011年から展開した幼児向けキャラクターシリーズ。子供向けに暴力を廃し、助け合いをテーマにしている。日本を始め世界80か国以上でのアニメ展開、日本ではロボカーポリー製作委員会を立ち上げ、積極的なライセンス供与を行っている。

## 登場キャラクター
※担当声優は、日本語版のもの：テレビ東京版 / ディズニージュニア版

### レスキューチーム
レスキューチームのロボカーは自動車からロボットに変形する他、ヘリーを除き腕にワイヤー発射装置を装備している。
ポリー
声 - 佐藤拓也 / 荻原秀樹
本作の主人公。青いパトカー型のロボカーで、レスキューチームのリーダー。勇敢な性格だが虫だけは苦手。
ロイ
声 - 小野塚貴志
消防車型のロボカー。荷台の装備パーツは放水銃の他にもハシゴやクレーンなどいくつか用意されており、出動時に基地で必要に応じたものを装着する。足に消防斧を内蔵。
アンバー
声 - 新山千春
ピンクの救急車型のロボカー。レスキューチームの看護婦で、心優しい性格をしている。
ヘリー
声 - 牧口真幸
緑の救助用ヘリコプター型のロボカー。現場に一足先に着き、状況把握や、ある程度の救助を行う。
ジン
声 - 下屋則子 / 川端しおり
レスキューチームのオペレーターである人間の女性。発明家でもある。赤いスクーターを所有している。また、サーカスの真似をして全治一ヶ月のケガをするなど少し抜けているところもある。決め台詞は「みんな、今すぐ出動よ！」

### ブルームズタウン住民
ポスティ
声 - 中嶋ヒロ / 兼田めぐみ
郵便配達車。
キャップ
声 - 中上育実 / 福乃愛
イエロータクシー。優等生的存在で、困っている仲間がいるとレスキューチームに通報する優しさを持っている。ただその反面、ずる賢い一面を見せることも。綺麗好きな性格。
クリニー
声 - 牧野由依 / 高木友梨香
緑の三輪タイプのロードスイーパーで、アーム、ローラブラシ、吸引機の出し入れができる。作中の描写から、EVであることがわかる。控え目で恥ずかしがり屋な一面がある。
スプーキー
声 - 冨田泰代
レッカー車。よくライトが飛び出す（本人曰く『魔法の杖』）。整備や洗車を怠ったりとモノグサ。ハチを追いかけるなど、危険なことも平気でする。手品が得意。
スクールビー
声 - 平田真菜 / 中川亜紀子
子供達を送迎しているスクールバス。ブルームズタウンに住む子供達の情報に詳しく、レスキューチームにその情報を提供する事が多い。
ビルダー
声 - 上田燿司
工事現場の現場監督で、車たちを指揮している。工事の図面をよくポスティに届けてもらっている。青いスクーターを保有している。また、自宅はキャンピングトレーラーである。
マックス
声 -  近藤浩徳
工事現場で働くローラー車。のんびり屋で記憶力がかなり低い。
ダンプー
声 -  烏丸祐一
工事現場で働くダンプカー。
ブルナー
声 -  高中宏之
工事現場で働くブルドーザー。ショベル部分がアームになっていて、後部に掘った土砂を入れる為のバケットがある。ボールで遊ぶ事が好き。
ポーク
工事現場で働くショベルカー。先端部分をドリルに換装可能、ショベルが口の部分に着いている為、ちゃんと喋れない一方で、抜群の芸術センスの持ち主で、絵を描いたり彫刻を作るのが得意。
ミッキー
声 - 平田真菜
ミキサー車。かなり怒りっぽい。音楽鑑賞が趣味だがボール遊びが苦手。ダンプー達とは別行動が多いが、仲は良好な模様。ドラムを回し続けていないと屁が出てしまう。
テリー
声 - 近藤浩徳
トレーラートラック。一人称は「俺」。第1話でブレーキホースが外れ、暴走した。
タイタン
大型ダンプカー。
フーパー
大型バス。第27話で初登場。大きな街からやって来た。キャップに助けられた事で仲良くなる。本編では第52話を最後に登場しなくなり、「ポリーと学ぼう交通安全」を最後に出番がなくなった。
ムスティ
声 - 上田燿司
帽子をつけた青いクラシックカー。ミニーの祖父。ウィールとは旧知の仲。
ミニー
声 - 近村望実 / 高木友梨香
女の子の軽自動車。頭にピンクのリボンをしている。
ロディ
声 - 合田絵利
子供の緑の軽トラック型ロボカー。頭にRの文字が書かれている。
ベニー
声 - 寺川愛美
子供の青い軽トラック型ロボカー。ロイに憧れていて、将来はレスキューチームに入るのが夢。
トラックX
第46話に登場した、誘拐犯であるトラック。眼鏡を掛けており、フロントグリルの下にちょび髭があるのが特徴的。変装の名人であり、タンクローリー等、様々なトラックに変装して子供を誘拐する。おもちゃを運ぶトラックに変装し、ロディとベニーとミニーを誘拐しようとしたが、ムスティの活躍により、レスキューチームに逮捕される。
アニー、ティム、トビー、サム
声 - 新山小春（アニー）、牧野由依（ティム)、冨田泰代（トビー）、中上育実（サム）
ブルームズタウン小学校の一年生になったばかりの子供たち。
番組放送前の2013年2月6日、アンバー役の新山の娘である小春がアニー役でゲスト声優として出演する予定であることが発表された。
メアリー
声 - 合田絵利 / 兼田めぐみ
ブルームズタウン小学校の一年生である少女。父親（声 - 高中宏之）、母親（声 - 中嶋ヒロ）と、ペットにネコのココ（声 - 中嶋ヒロ）がいる。クリニーと仲が良い。
ウィール
声 - 高中宏之
ブルームズタウンでタイヤ店を営む男性。ムスティとは旧知の仲。遠い外国にベティ（声 - 久保田未夢）という孫がいる。
レキ、レピ、レティ
声 - 高中宏之（レキ）、近藤浩徳（レピ）、烏丸祐一（レティ）
港に設置されている三つ子のクレーンで、言い争いをしていることが多い。レキは黄色、レピはオレンジ色、レティは青色。
ステイシー
声 - 合田絵利
充電スタンドの女性店員。
セイル
小型ボート。海の向こうに郵便物等を運んでいる。
パシー
声 - 合田絵利
貨物船。海の向こうの国へ郵便物などを運んでいる。
キャンプ
雑誌「楽しい旅行」の記者。第3期で初登場。キャンピングトレーラーを牽引している。
ブルニー
声 - 高岡香
ブルナーの従弟。
リフティ
声 - 佐藤はな
ブルームズタウンの港で働くためにやって来た運搬車。第59話で初登場。リフト部分をアーム状に変形させる事が出来る。　　　
ベル　　　　　　　　　　　　　　
港の倉庫で働く女性作業員。第59話で初登場。　　　　　
トラッキー　　　
耕耘機。第4期で初登場。一人称は「おいら」。麦わら帽子を被っている。最初は自身の手の大きさから皆に怖がられていて、本人もそのジンクスを気にして頭に布を被っていたが、ある出来事を機に最終的にはキャップたちと仲良くなる。
ポーチャー　　　　　　　　　　　
第91話と第92話に登場した四輪駆動車であり、トラックX以来の自動車の悪役。車体とシャーシの間に煙幕弾や酸化弾などを発射できるランチャーが装備されている他、タイヤから電流を流すことも可能である。
マーク　
山岳救助隊所属のオレンジの四輪駆動車型ロボカー。第91話で初登場。山岳救助隊の隊長である。一人称は「俺」。
バキー
黄色の山岳救助隊のレッカー車型ロボカー。第91話で初登場。後部にケーブルランチャーを装備している。一人称は「俺」。　　　　
キャリー　　　　　　　　　　　　　水色の山岳救助隊の輸送機。第92話で初登場。
トリノ
声 - 松本梨香
ディーゼル機関車。シリーズ初の鉄道車両のキャラクター。第4期の最終話で初登場。韓国鉄道7100形ディーゼル機関車がモデルとなっているが、車軸配置がB'o-B'oになっている、車輪にロッドが付いている等、実車と異なる部分が幾つか見受けられる。
ケビン、スージー、ダグ、ジェニー、サリー、ボブ
「ポリーとまなぼう こうつうあんぜん」に出てくる人間キャラ。
ピーター、ルーシー、ジョニー、シンディ、チャールズ、ロバート、サラ
「ロイとまなぼう しょうぼうあんぜん」と「アンバーとまなぼう せいかつあんぜん」に出てくる人間キャラ。
麦わら帽子のおじさん
本編では第7話に登場。スクールビーに風船を渡す。「アンバーとまなぼう　せいかつあんぜん」でピーターを誘拐しようとするもポリーに逮捕される。

## ブルームズタウン
ブルームズタウン
　この物語の舞台。自然が多い素敵な町である。事故が起きないように町の自動車はレスキューステーションで定期検査を受ける。
レスキューステーション
その名の通り救助隊の基地で、ポリー、ロイ、アンバー、ヘリー、ジンはここに住んでいる。司令室ではオペレーターのジンが通報者と事故の事を聴く。ロボカーたちは決まった場所から出動する。整備室やテストコースなども設けられている。
広場
町の中心にある広場で、車の銅像がある。時計台には「BROOMSTOWN CITYHALL」と書かれた看板がある。
タイヤショップ
　その名の通りタイヤを販売する店で、ウィールが経営している。第40話では店内のパソコンの電源がショートして火災になった事がある。
充電スタンド
充電が切れそうになった車はこの店に来て充電する。ステイシーが働いている。充電器のみならず、ガソリン車用の給油機も設けられている。
港
セイルやパシーなどの船が停泊しており、クレーン3兄弟もこの港に立っている。倉庫があり、ベルおばさんとリフティもこの倉庫で働いている。コンテナ保管ヤードもある。
ブルームズフォレスト
木がたくさん生えており、山もある。マウンテンレスキューチームはこの森を守っている。トラッキーの農園もある。
工事車両たちの家
その名の通り工事車両が住んでいる家で、マックスの家はロードローラー型で、ミッキーの家はコンクリート工場である。ボール遊びの為の庭もある。前述のようにビルダーさんの家はキャンピングトレーラーでビルダーさんの家の中と外には建物の図面が貼ってある。
農園
トラッキーが住んでいる農園で、畑がある。
可動式跳ね橋
海沿いのトンネルの出口付近にある橋で、船が通るときは通行が遮断され、橋が上がる仕組みである。
ブルームズ駅
　ブルームズタウンにある駅で、ビルダーさんと工事車両が造った。開業時には登場キャラクター全員が合唱した。

## スタッフ
- 企画 - Dong-Woo Lee、Sun-Kyung Chung
- 監督 - Jun-Young Eom
- 脚本 - Ji-Min Ahn、Jun-Hyck Song、Young-Woo Lee
- アートディレクター - Dong-Hyun Seo
- テクニカルディレクター - Byung-Kwan Kim
- 音響監督 - Lae-Kyung Kim
- 音楽 - Seung-Jun Shin
- プロデューサー - Jung-Min Park、Han-Gil Nam
- アニメーション制作 - Studio DARDA
- 製作 - ROIVISUAL、EBS

日本語版制作スタッフ
- 企画 - 佐藤慶太、平岡利介、森岡宣喜、勝股英夫（途中から）、田中壮明、秋元耕士
- プロデューサー - 村松紗也子→高林庸介、小池孝幸→竹内オサム、本田浩司→真木透
- プランニング・マネージャー - 秋間眞良、嵯峨隼人（途中まで）、西國晃
- 翻訳 - 後藤利恵、片山寛子、江波智子
- 音響監督 - 横田知加子
- 録音 - 黒﨑裕樹
- 録音助手 - 野本和弘
- 録音スタジオ - グロービジョン
- 音響制作担当 - 吹田健次郎
- 制作協力 - プロダクション リード
- ？？？？ - 日本赤十字社
- 日本語版制作 - フォーサム
- 製作 - 「ロボカーポリー」日本語版製作委員会（ドリームズ・カム・トゥルー、テレビ東京、テレビ大阪、エイベックス・ピクチャーズ、ケンメディア、シブヤテレビジョン）

## 主題歌
日本語版オープニングテーマ「しゅつどう!ロボカーポリー」
作詞 - Dong-Woo Lee / 訳詞 - 後藤利恵 / 作曲 - Seung-Jun Shin / 歌 - ポリーズ☆（avex entertainment）

## 各話リスト
第1期は全26話で15分枠放送。
| 第一期 | 第一期                             | 第一期         |
| 話数   | サブタイトル                       | 放送日         |
| ------ | ---------------------------------- | -------------- |
| 1      | ブルームズタウンのレスキューチーム | 2013年 4月6日  |
| 2      | スクールビーのプレゼント           | 4月13日        |
| 3      | コンクリートで大さわぎ             | 4月20日        |
| 4      | ともだちができたよ                 | 4月27日        |
| 5      | だいじなてんけん                   | 5月4日         |
| 6      | おばけの森                         | 5月11日        |
| 7      | あわてないで スクールビー          | 5月18日        |
| 8      | ほめられたい                       | 5月25日        |
| 9      | ともだちを信じて                   | 6月1日         |
| 10     | ヘリーのたんじょうび               | 6月8日         |
| 11     | おそうじがとまらない!              | 6月15日        |
| 12     | おこりんぼうのミッキー             | 6月22日        |
| 13     | おじいちゃん 大好き                | 6月29日        |
| 14     | しっぱいはせいこうのもと           | 7月6日         |
| 15     | かくしげい大会                     | 7月13日        |
| 16     | スクールビーのやくそく             | 7月20日        |
| 17     | おねがいクリニー                   | 7月27日        |
| 18     | どろんこスプーキー                 | 8月3日         |
| 19     | ゆうじょうの木                     | 8月10日        |
| 20     | わすれんぼうのマックス             | 8月17日        |
| 21     | かくれんぼ                         | 8月24日        |
| 22     | ちいさなレスキューチーム           | 8月31日        |
| 23     | エネルギーがたりない!              | 9月7日         |
| 24     | だれのみかたになればいい?          | 9月14日        |
| 25     | ムリしちゃだめだよ                 | 9月21日        |
| 26     | あたらしいともだちフーパー         | 9月28日        |
| 第二期 |                                    |                |
| 話数   | サブタイトル                       | 放送日         |
| 27     | よくばりウィールさん               | 2013年 10月5日 |
| 28     | ウソつきロディ                     | 10月12日       |
| 29     | サーカス大すき                     | 10月19日       |
| 30     | はまってたいへん!                  | 10月26日       |
| 31     | ミニーのプレゼント                 | 11月2日        |
| 32     | レキ レティ レピ                   | 11月9日        |
| 33     | いっしょにあそぼうポーク           | 11月16日       |
| 34     | クリニーのおんがえし               | 11月23日       |
| 35     | ハチさんにちゅうい                 | 11月30日       |
| 36     | ブルームズタウンのうんどうかい     | 12月7日        |
| 37     | アニーの旅                         | 12月14日       |
| 38     | たからさがし                       | 12月21日       |
| 39     | うみの友だちルカ                   | 12月28日       |
| 40     | ベティからのてがみ                 | 2014年 1月11日 |
| 41     | ゴミでいちだいじ!                  | 1月18日        |
| 42     | ブルナーのあたらしいボール         |                |
| 43     | スノードーム                       | 1月25日        |
| 44     | ジンのたんけんたい                 | 2月1日         |
| 45     | ポークのひみつ                     | 2月8日         |
| 46     | おかしなスクールビー               | 2月15日        |
| 47     | ゆうかんなムスティさん             | 2月22日        |
| 48     | ぼくのはなしも聞いて               | 3月1日         |
| 49     | きれいずきなキャップ               | 3月8日         |
| 50     | かんしゃのきもち                   | 3月15日        |
| 51     | ブルームズタウンのがっしょうだん1  | 3月22日        |
| 52     | ブルームズタウンのがっしょうだん2  | 3月29日        |
| 第三期 |                                    |                |
| 話数   | サブタイトル                       | 放送日         |
| 53     | ブルームズタウンへようこそ         | 2014年 4月2日  |
| 54     | ヘリーをすくえ!                    | 4月9日         |
| 55     | スクールビーのなやみごと           | 4月16日        |
| 56     | かわいいブルニ―                    | 4月23日        |
| 57     | うれしいプレゼント                 | 4月30日        |
| 58     | ぼくらのひみつきち                 | 5月7日         |
| 59     | にもつはこびはまかせて             | 5月14日        |
| 60     | ぼくのかざぐるま                   | 5月21日        |
| 61     | ひとりぼっちのミッキー             | 5月28日        |
| 62     | じぶんかってなルール               | 6月4日         |
| 63     | ポークのおえかき                   | 6月11日        |
| 64     | ともだちをつくろう                 | 6月18日        |
| 65     | しゃっくりがとまらない!            | 6月25日        |
| 66     | ポリーのひみつ                     | 7月2日         |
| 67     | パーティーによんで                 | 7月9日         |
| 68     | かぜをひきたいスプーキー!?         | 7月16日        |
| 69     | ミニーのごほうび                   | 7月23日        |
| 70     | しょうじきがいちばん               | 7月30日        |
| 71     | おさかなのミニマックス             | 8月6日         |
| 72     | みんなのじゅうでんスタンド         | 8月13日        |
| 73     | がんばりすぎのビルダーさん         | 8月20日        |
| 74     | どうしておこらないの?              | 8月27日        |
| 75     | ブルームズタウンのいちばんあつい日 | 9月3日         |
| 76     | ベルおばさんのメダル               | 9月10日        |
| 77     | みんなでせいくらべ                 | 9月17日        |
| 78     | アンバーのとっくん                 | 9月24日        |
| 第四期 |                                    |                |
| 話数   | サブタイトル                       | 放送日         |
| 79     | ともだちになろうよ!                |                |
| 80     | かたづけをしよう                   |                |
| 81     | わがままなブルニー                 |                |
| 82     | ヘリーのほしいもの                 |                |
| 83     | そっくりなふたり                   |                |
| 84     | セイル キャンプへいく              |                |
| 85     | ジンのはつめい                     |                |
| 86     | みんなで大そうじ                   |                |
| 87     | まいごになったブルニー             |                |
| 88     | おみくじをしんじる!?               |                |
| 89     | はりきるトラッキー                 |                |
| 90     | ロディの大ぼうけん                 |                |
| 91     | みつりょうしゃから森をまもれ！ 1   |                |
| 92     | みつりょうしゃから森をまもれ！ 2   |                |
| 93     | ゆるしてくれるかな？               |                |
| 94     | ブルナーのたんじょうびプレゼント   |                |
| 95     | トラッキーのはたけが大ピンチ       |                |
| 96     | きけん！ かみなりがおちる！        |                |
| 97     | キャンプのけいかく                 |                |
| 98     | さかなつり                         |                |
| 99     | たのもしいロイ                     |                |
| 100    | きえたスプーキー                   |                |
| 101    | たすけあい                         |                |
| 102    | トラッキーからのプレゼント         |                |
| 103    | ブル－ムズタウンにえきができる     |                |
| 104    | あたらしいともだち                 |                |

## 放送局
下記は日本語版のもの。
| 放送地域       | 放送局             | 放送期間                     | 放送日時           | 放送系列              | 備考             |
| -------------- | ------------------ | ---------------------------- | ------------------ | --------------------- | ---------------- |
| 関東広域圏     | テレビ東京         | 2013年4月6日 - 2014年3月29日 | 土曜 9:15 - 9:30   | テレビ東京系列        | 製作委員会参加   |
| 大阪府         | テレビ大阪         | 2013年4月6日 - 2014年3月29日 | 土曜 9:15 - 9:30   | テレビ東京系列        | 製作委員会参加   |
| 愛知県         | テレビ愛知         | 2013年4月6日 - 2014年3月29日 | 土曜 9:15 - 9:30   | テレビ東京系列        |                  |
| 日本全域       | BSジャパン         | 2013年4月9日 - 9月24日       | 火曜 8:10 - 8:25   | テレビ東京系列 BS放送 | 第25話で打ち切り |
| 北海道         | テレビ北海道       | 2013年4月13日 - 2014年4月5日 | 土曜 7:15 - 7:30   | テレビ東京系列        |                  |
| 岡山県・香川県 | テレビせとうち     | 2013年4月13日 - 2014年4月5日 | 土曜 7:15 - 7:30   | テレビ東京系列        |                  |
| 福岡県         | TVQ九州放送        | 2013年4月13日 - 2014年4月5日 | 土曜 7:15 - 7:30   | テレビ東京系列        |                  |
| 鹿児島県       | 鹿児島テレビ       | 2013年6月30日 -              | 日曜 6:30 - 6:45   | フジテレビ系列        |                  |
| 日本全域       | キッズステーション | 2013年7月9日 -               | 火曜 10:45 - 11:00 | CS放送                | リピート放送あり |

## 出動!ロボカーポリー
2013年10月6日よりテレビ東京で放送の5分枠の実写番組。アイドルユニット「ポリーズ☆」が出演し、主題歌のダンスを踊ったり、着ぐるみのポリーとさきちゃん（ポリーズ☆・山北早紀）共に幼稚園や保育園に訪れたりする。
| 放送地域   | 放送局     | 放送期間                      | 放送日時         | 放送系列       | 備考 |
| ---------- | ---------- | ----------------------------- | ---------------- | -------------- | ---- |
| 関東広域圏 | テレビ東京 | 2013年10月6日 - 2014年3月30日 | 日曜 7:24 - 7:30 | テレビ東京系列 |      |

## 玩具
玩具展開は、元タカラ社長の佐藤慶太が立ち上げた日本の玩具メーカー・ドリームズ・カム・トゥルーから発売。
へんしんロボットシリーズ
車からロボットに変身する変形玩具シリーズ。
ぶるるんパワーチャージシリーズ
ゼンマイ動力のシリーズ。
いそいでレスキューRC　
ラジコンカーシリーズ。
はしれ!へんしんRCポリー
変形可能な大型のラジコンカー。
ダイキャストシリーズ
ダイキャストミニカーシリーズ。サブキャラクターも商品化されている。「プレイセットシリーズ」とも連動して遊べる。

## スピンオフ｢ポリーとまなぼう こうつうあんぜん｣
本作をベースに制作された交通安全教育アニメ｢ポリーとまなぼう こうつうあんぜん(朝: 폴리와 함께하는 교통안전 이야기/英語：Traffic safety with Poli)｣がある a。これは本作に登場する子供達が交通安全上危険なこと(道路に飛び出す、窓から顔や手を出す、シートベルトを締めないなど)を行ったがために危機に遭遇したところをポリー達が助け、なぜそうなったかを教えてくれるというものである。
朝鮮語版のエンドロールによると、これはロイビジュアル、ヒュンダイ、EBS共同のCSRプロジェクトとして行われている模様。
また、後に
- ロイを主役とした｢ロイといっしょにひのようじん(朝: 로이와 함께하는 소방안전 이야기[注 3]/英語：Fire safety with Roy)｣
- アンバーを主役とした｢アンバーとまなぼう！あんぜんなせいかつ(朝: 엠버와 함께하는 생활안전 이야기[注 4]/英語：Daily life Safety with AMBER)｣

という火災予防や日常での危険防止を主題にしたシリーズも展開されている。
日本では、Dlife及びYouTubeにて吹き替え版が配信されている。また、韓国向けにはヒュンダイ公式サイトにて特設コーナーが設置されているほか、同社の交通安全キャンペーンキャラクターとしても活用されている。

## 評価

### 韓国
この番組は、韓国のアニメ業界で一番の人気を誇る『ポンポン ポロロ』に匹敵するほどの人気を博した。ポロロは뽀통령（ポトンリョン、ポ大統領）という愛称があるのに対し、ポリーは、子ども総理ポリーを意味する폴총리(ポルチョンリ)との愛称で呼ばれる。
韓国国内ではこれまでに、ケーキ やおもちゃ、書籍、アパレルグッズが売られた。

### 日本
ガジェット通信によるこの番組のクロスレビューでの評価は10点満点中5.3点だった。
この中でアニ二郎探検隊とsrbnは鉄道車両から変形する『トレインヒーロー』と競合していると触れ、鬼嶋ピロは幼児向けトランスフォーマーと評している。